# Kościół św. Stefana w Cefalù

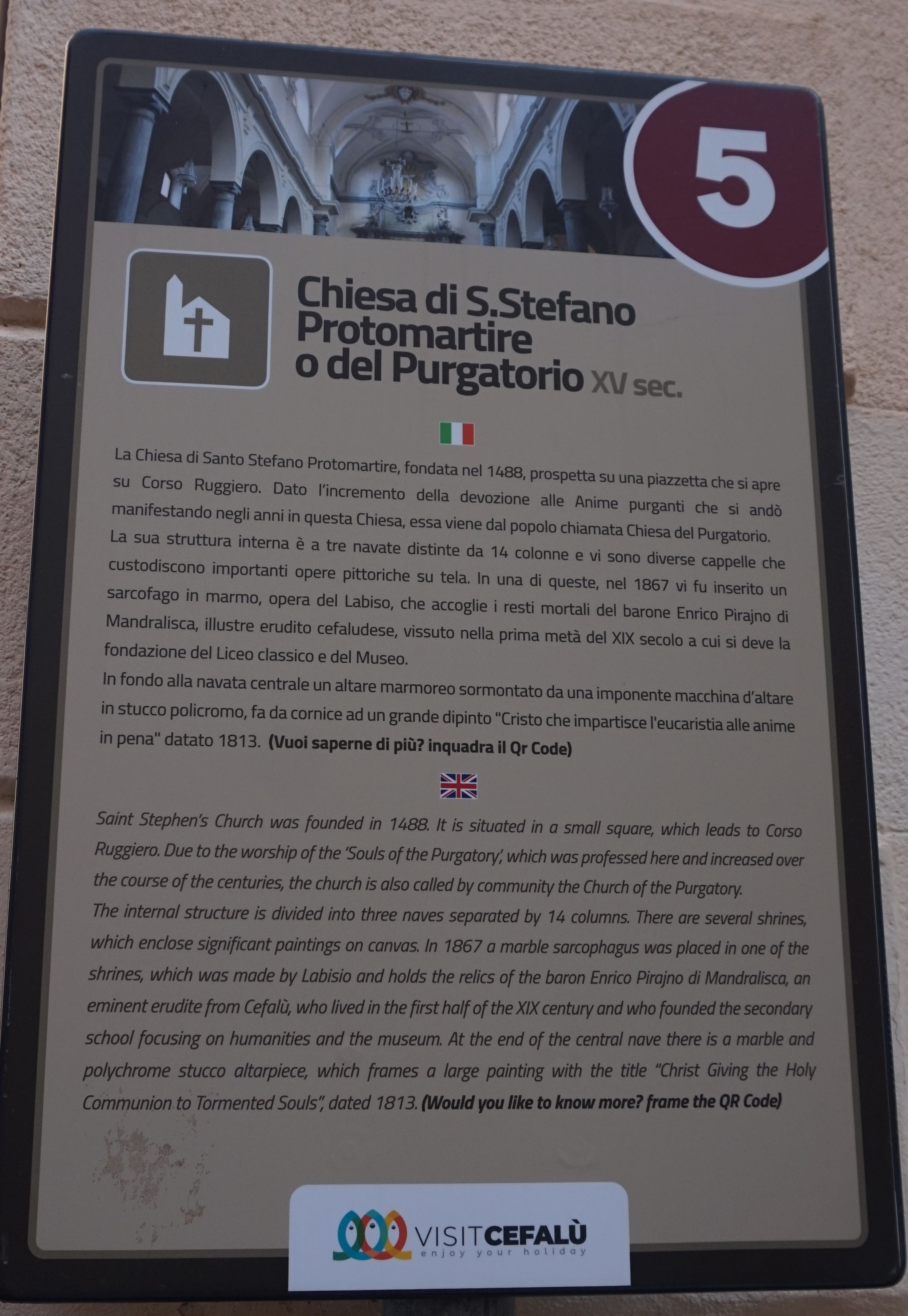
Tablica informacyjna in situ

Kościół św. Stefana we Cefalù zwany też Kościołem Czyścowym (wł. Chiesa del Purgatorio) – kościół w Cefalù na Sycylii (Włochy) zbudowany w 1488 roku.

## Architektura
Wnętrze budynku podzielone jest na 3 nawy przez 14 kolumn. W kościele znajduje się wiele kaplic zdobionych obrazami. W 1867 roku w jednej z nich, w marmurowym sarkofagu, zostały złożone szczątki sycylijskiego polityka Enrico Pirajno, fundatora Muzeum Mandralisca. W centralnej nawie znajduje się ołtarz zrobiony ze stiuku.